# Didymosalpinx norae
Didymosalpinx norae är en måreväxtart som först beskrevs av Swynn., och fick sitt nu gällande namn av Ronald William John Keay. Didymosalpinx norae ingår i släktet Didymosalpinx och familjen måreväxter. Inga underarter finns listade i Catalogue of Life.